# Международный демократический союз
Междунаро́дный демократи́ческий сою́з (МДС) (англ. International Democrat Union) — международное объединение правых политических партий, придерживающихся консервативной, либерально-консервативной и христианско-демократической идеологий.
Был создан в 1983 группой видных политических деятелей консервативного толка, среди которых были премьер-министр Великобритании Маргарет Тэтчер, вице-президент США Джордж Буш-старший, канцлер ФРГ Гельмут Коль и мэр Парижа Жак Ширак, для координации политики, обмена опытом и выработки единой позиции по международным вопросам. Нынешним (с 2018 года) председателем МДС является бывший премьер-министр Канады Стивен Харпер, до него организацию возглавлял Джон Кей.
Штаб-квартира организации расположена в Осло. Международный демократический союз подразделяется на несколько региональных отделений, среди которых Европейская народная партия, а также Международные Молодёжный и Женский демократические союзы.
Среди членов партии — большинство консервативных и христианско-демократических партий Европы, в том числе Союз за народное движение, Христианско-демократический союз, Христианско-социальный союз, Консервативная партия Великобритании, испанская Народная партия, Новая демократия, а также несколько крупных внеевропейских консервативных сил, среди которых Республиканская партия США, Консервативная партия Канады, Либеральная партия Австралии, Национальная партия Новой Зеландии, Гоминьдан.
Ряд партий, в основном из неевропейских стран, имеет в организации статус ассоциированных членов (в том числе белорусские Объединённая гражданская партия и Партия БНФ), а также статус наблюдателей (в том числе ВМРО-ДПМНЕ, Г17+).